# تيسون باري
تيسون باري هو لاعب هوكي الجليد كندي، ولد في 26 يوليو 1991 في فيكتوريا في كندا.

## وصلات خارجية
- تيسون باري على موقع دوري الهوكي الوطني (الإنجليزية)
- تيسون باري على موقع EliteProspects.com (الإنجليزية)
- تيسون باري على موقع HockeyDB.com (الإنجليزية)
- تيسون باري على موقع Hockey-Reference.com (الإنجليزية)